# Hildenborough
Hildenborough è un villaggio e parrocchia civile dell'Inghilterra, appartenente alla contea del Kent.